# Agrokemi
Agrokemi er agrikulturkemi, der benyttes indenfor jordbrug. I de fleste tilfælde omfatter definitionen pesticider som insekticider, herbicider og fungicider. Det kan også inkludere kunstgødning, hormoner, plantehormoner og jordforbedringsmidler.